# Роберт III Фландрський
Роберт III Бетюнський (фр. Robert de Béthune; бл. 1247 — 17 вересня 1322, Іпр) — граф Неверський в 1272—1280 роках, граф Фландрський з 1305. Старший син Гі де Дамп'єра, графа Фландрії, і Матильди де Бетюн, дами Бетюна, Дендермонда, Рішбурга і Варнетона, дочки Роберта VII, сеньйора Бетюна та Єлизавети де Морьяльме.

## Біографія
Після смерті матері в 1264 Роберт успадкував її володіння, включаючи Бетюнську сеньйорію, з чим пов'язане його прізвисько.
Роберт Бетюнський здобув військову славу в Італії, коли воював на боці свого тестя Карла Анжуйського проти останніх Гогенштауфенів Манфреда та Конрадіна, зокрема у вирішальній битві біля Беневенто. Разом з батьком брав участь у 1270 році у Восьмому хрестовому поході під проводом Людовика Святого. Після повернення з хрестового походу він продовжував бути вірним помічником свого батька, політично та військово, у боротьбі проти спроб французького короля Філіпа IV Красивого приєднати Фландрію до земель французької корони.
В 1272 Роберт одружився вдруге на Іоланді II Бургундській, графині Неверській. Завдяки цьому шлюбу Роберт став співправителем Неверського графства. Після смерті Іоланди графський титул перейшов їх старшому синові Людовіку, проте під час його малолітства графство залишалося під управлінням Роберта.
Наприкінці XIII століття почався конфлікт батька Роберта, Гі де Дампє'ра, з королем Франції Філіпом IV. У результаті в 1294 Філіп IV під надуманим приводом запросив до Парижа Гі разом з двома старшими синами, Робертом і Гільйомом, де кинув їх до в'язниці. Всі вони були відпущені тільки після того, як Гі прийняв умови короля.
В 1297 Гі приєднався до короля Англії Едуарда I, який воював проти Франції. Але союзники не надали Фландрії практично ніякої підтримки, влітку французька армія захопила значну частину Фландрії, а 9 вересня було укладено перемир'я. В 1299 між королями Англії та Франції уклали мирний договір, в якому граф Фландрії не вказувався. В результаті невелика фламандська армія не змогла в 1300 році протистояти французам. Граф Гі з двома старшими синами, Робертом і Гільйомом, здалися і були ув'язнені в різних місцях королівства, а Фландрія була приєднана до королівства. Роберт виявився ув'язнений у замку Шинон.
Але втримати Фландрію Філіп Красивий не зумів. В 1302 спалахнуло повстання, на чолі якого встав молодший брат Роберта, Жан I, маркграф Намюра, а також племінник Вільгельм Юліхський. 11 липня 1302 відбулася битва при Куртре, відома також як «битва золотих шпор». Французька армія зазнала нищівної поразки. Найкращі з французького лицарства загинув на полі битви, на якому переможці зібрали до 4000 золотих лицарських шпор. У підсумку французи втратили контроль над Фландрією. В 1303 правителем Фландрії став старший з братів Роберта, Філіп, граф Теано. Філіп Красивий так і не зміг придушити повстання, в результаті чого він був змушений у вересні 1303 укласти перемир'я, а також звільнити графа Гі з синами.
Але в липні 1304 французький флот вторгся у Фландрію та 10 серпня розгромив фламандський флот під командуванням Гі Намюрського, сина Гі, в битві Зірікзеї. Гі знову опинився в полоні.
В відсутність батька Фландрія опинилася під управлінням Роберта, який продовжив боротьбу проти Франції. 18 серпня відбулася битва при Монс-ан-Певеле, але вона не дала жодній стороні ніякої переваги. Незабаром після цього почалися переговори про мир, які тривали більше року. За цей час 7 березня 1305 в ув'язненні в Комп'єні помер Гі, що зробило Роберта графом Фландрським.
У підсумку мир був підписаний у червні 1305 в Атіс-сюр-Орж, проте його умови виявилися дуже принизливими і важкими для Фландрського графства, оскільки по ньому Фландрія і її міста фактично опинялися в повній залежності від короля Франції, який, до всього іншого, отримував в заставу частину графства, включаючи замки Кассель і Куртре, а також кастелянства Лілль, Дуе і Бетюн, а також величезну ренту.
Роберт III, уклавши мир з Філіпом, постарався налагодити справи в Фландрії, жителі якої були дуже незадоволені умовами миру. При цьому він скористався миром, щоб продовжити сімейний конфлікт з домом Авенів. В 1310 Роберт змусив припинити військові дії Вільгельма Доброго, що став після смерті батька, Жана II, графом Еноським і Голландським, а також відновив сюзеренітет над Голландією. Також Роберт дарували численні торговельні привілеї, що сприяло поверненню в Брюгге іноземних купців, а також розвиток промисловості в інших містах.
Забезпечивши тили, Роберт почав готуватися до поновлення боротьби з Францією, оскільки король Філіп IV зробив ряд нових кроків для анексії Фландрії. Для цього Роберт в 1309 налагодив відносини з імператором Священної Римської імперії Генріхом VII, своїм близьким родичем по лінії матері, однак той був зайнятий війнами в Італії і не міг нічим допомогти, так що Роберт міг розраховувати тільки на свої сили. Проте можливості боротися з Францією у нього не виявилося.
За умовами Атісського миру Роберт був підсудний не паризькому парламентові, як раніше його батько, а суду палати перів. Після того, як Вільгельм д'Ено звернувся до Філіпа зі скаргою на вторгнення Роберта в Ено, Філіп викликав в 1310 графа Фландрії на суд перів. У підсумку 11 липня 1312 він був змушений поступитися Філіппу Гарному валлонською Фландрією, включаючи Лілль, Дуе і Бетюн.
Після смерті Філіпа IV в 1314 спалахнула нова війна. Спадкоємець Філіпа, Людовик X в 1315 виступив в похід у Фландрію, проте проливні дощі сповільнювали просування армії, а у вересні та застрягла в болоті, після чого була змушена повернути назад.
Пізніше Роберт спробував скористатися заворушеннями, що спалахнули у Франції після сходження на престол Філіпа V Довгого в 1316, щоб повернути втрачені володіння. Але ця спроба скінчилася нічим, крім того, проти батька виступили власні сини. У підсумку Роберт 5 травня 1320 уклав остаточний мир з Францією, а також прибув до Парижа і приніс присягу королю Філіпу V, остаточно відмовившись від валлонських земель. Крім того, 21 липня було укладено шлюб між онуком Роберта, Людовіком, і дочкою Філіпа Маргаритою.
Роберт помер 17 вересня 1322. За умовами договору 1320 спадкоємцем Роберта став його онук Людовик, який виховувався при французькому дворі, проте його батько, граф Неверський Людовік I, так помер раніше свого батька — 24 липня 1322.

## Родина
1 Дружина — Бланка Анжуйська (1250— до 1270), дочка Карла Анжуйського, короля Сицилії і Неаполя
Діти:
- Карл (бл. 1266–1277) — помер у віці одинадцяти років.
- Дитина (січень 1270? -) (?)[4]

2 Дружина — Іоланда (1248—1280) — графиня Неверська, дочка Еда Бургундського
Діти:
- Людовик (1272—1322) — граф Неверський
- Роберт (бл. 1278—1331) — сеньйор Касселя і Перш-Гує.
- Іоанна (пом. 1333) — абатиса Савуа (близько Лана); чоловік: з травня 1288 Ангерран IV (пом. 1310.), сеньйор де Кусі, віконт де Мо.
- Іоланда (пом. 1313) — чоловік Готьє II сеньйор Енгієну
- Матильда (пом. після 13 січня 1331) — чоловік Матьє Лотаринзький (пом. 1330), сеньйор Варсберга і Дарне.